# Clifford Curzon
Sir Clifford Michael Curzon (18 mai 1907, Londra - 1 septembrie 1982, Londra) a fost un pianist concertist englez, unul dintre marii pianiști care au înregistrat la Decca.

## Viața personală
În 1931 s-a căsătorit cu clavecinista și pianista, Lucille Wallace.
Familia Curzon nu a avut copii lor, dar când marea soprană Maria Cebotari a murit (la vârsta de 39 ani) la Viena, în 1949, Lucille și Clifford Curzon i-au adoptat pe cei doi fii orfani.